# معضوضة لاطئة الأوراق
معضوضة لاطئة الأوراق (الاسم العلمي:Momordica sessilifolia) هي نوع من النباتات تتبع جنس المعضوضة من الفصيلة القرعية.